# Liga LEB Oro 2011-12
La edición 2011–12 de la liga LEB Oro (denominada también Adecco Oro por motivos de patrocinio) fue la decimosexta edición de la máxima categoría de la Liga Española de Baloncesto. 
La competición dio inicio el 23 de septiembre de 2011 y su fase regular concluyó el 27 de abril de 2012, tras la disputa de 306 encuentros (cada uno de los 18 equipos en competición disputará 34). El campeón de esta fase regular, el Iberostar Canarias ascendió directamente a la liga ACB y los equipos situados entre las posiciones 2 y 9 disputaron un play-off de ascenso cuyo vencedor, el Menorca Básquet también obtuvo plaza para la temporada 2012/ de la liga ACB. 
El CB Granada, que finalizó último de la primera fase descendió automáticamente a la LEB Plata, mientras que los clubes clasificados en la posición 16 y 17 disputaron un play-out de descenso que significó que el Clínicas Rincón Benahavís también perdiera la categoría.

## Clubes participantes
CB Granada y Menorca Bàsquet descendieron de forma directa de la ACB al finalizar en los dos últimos lugares y sustituyeron al CB Murcia (campeón) y Blu:sens Monbús.
Aguas de Sousas Ourense y Fundación Adepal Alcázar, que perdió el play-out con Palencia Baloncesto, descendieron al terminar en la posición 17 y 18. Knet Rioja como campeón de la LEB Plata y Iberostar Bàsquet Mallorca campeón de la eliminatoria, fueron los sustitutos.
| Club                               | Ciudad                     | Pabellón                                    | Capacidad | Fundación | Entrenador                   |
| ---------------------------------- | -------------------------- | ------------------------------------------- | --------- | --------- | ---------------------------- |
| Baloncesto León                    | León                       | Palacio de los Deportes de León             | 5 300     | 1981      | Javier de Grado              |
| Cáceres Patrimonio de la Humanidad | Cáceres                    | Pabellón Multiusos Ciudad de Cáceres        | 6 500     | 2007      | Gustavo Aranzana             |
| CB Breogán                         | Lugo                       | Pazo Provincial Dos Deportes                | 6 500     | 1966      | Pepe Rodríguez               |
| CB Granada                         | Granada                    | Palacio Municipal de Deportes               | 7 500     | 1994      | Curro Segura                 |
| CB Tarragona 2017                  | Tarragona                  | Pavelló El Serrallo                         | 1 800     | 1978      | Berni Álvarez                |
| Ciutat i provincia de Lleida       | Lérida                     | Pavelló Barris Nord                         | 6 100     | 1997      | Ricard Casas                 |
| Clínicas Rincón                    | Benahavís                  | Pabellón Municipal de Deportes de Benahavís | 1 500     | 1988      | Manuel Povea                 |
| Ford Burgos                        | Burgos                     | Polideportivo El Plantío                    | 2 432     | 1997      | Andreu Casadevall            |
| Girona FC                          | Gerona                     | Palau Girona-Fontajau                       | 5 500     | 1962      | Žan Tabak                    |
| Grupo Iruña Navarra                | Pamplona                   | Polideportivo Anaitasuna                    | 3 000     | 2006      | Ángel Jareño                 |
| Iberostar Canarias                 | San Cristóbal de La Laguna | Pabellón Insular Santiago Martín            | 5 100     | 1991      | Alejandro Martínez Plasencia |
| K-Net & Eniac Clavijo              | Logroño                    | Palacio de los Deportes                     | 3 851     | 1967      | Jesús Sala Naranjo           |
| Lobe Huesca                        | Huesca                     | Palacio Municipal de Huesca                 | 5 018     | 1977      | Ángel Navarro Hernández      |
| Logitravel Mallorca Básquet        | Inca                       | Palacio Municipal de Deportes de Inca       | 3 000     | 2008      | Xavi Sastre                  |
| Melilla Baloncesto                 | Melilla                    | Pabellón Javier Imbroda Ortiz               | 3 800     | 1991      | Gonzalo García               |
| Menorca Bàsquet                    | Mahón                      | Pabellón Menorca                            | 5 115     | 1950      | Josep Maria Berrocal         |
| Palencia Baloncesto                | Palencia                   | Pabellón Marta Domínguez                    | 1 806     | 1979      | Natxo Lezkano                |
| La Palma, la Isla Bonita           | Santa Cruz de La Palma     | Pabellón Roberto Rodríguez Estrello         | 4 000     | 1978      | Carlos Frade                 |

### Equipos por comunidades autónomas
| Comunidad autónoma | N.º | Equipos                                             |
| ------------------ | --- | --------------------------------------------------- |
| Cataluña           | 3   | Lleida Bàsquet, Girona y Tarragona 2017             |
| Castilla y León    | 3   | Ford Burgos, Palencia Baloncesto y Baloncesto León. |
| Canarias           | 2   | Iberostar Canarias y La Palma Isla Bonita           |
| Islas Baleares     | 2   | Menorca Bàsquet y Logitravel Mallorca               |
| Andalucía          | 2   | CB Granada y Clínicas Rincón                        |
| Navarra            | 1   | Grupo Iruña                                         |
| Melilla            | 1   | Club Melilla Baloncesto                             |
| Galicia            | 1   | CB Breogán                                          |
| La Rioja (España)  | 1   | KNet & Eniac                                        |
| Extremadura        | 1   | Cáceres Patrimonio de la Humaniad                   |
| Aragón             | 1   | Lobe Huesca                                         |

## Temporada regular
Actualizado el 28 de abril de 2012, tras la disputa de 34 jornadas

### Clasificación
| Pos | Equipos                            | PJ | PG | PP | PF   | PC   | Ptos |                                    |
| --- | ---------------------------------- | -- | -- | -- | ---- | ---- | ---- | ---------------------------------- |
| 1   | Iberostar Canarias (C)             | 34 | 26 | 8  | 2993 | 2596 | 60   | Ascenso directo a la ACB           |
| 2   | Ford Burgos                        | 34 | 22 | 12 | 2690 | 2359 | 56   | Playoffs de ascenso a la ACB       |
| 3   | Grupo Iruña Navarra                | 34 | 21 | 13 | 2689 | 2596 | 55   | Playoffs de ascenso a la ACB       |
| 4   | Menorca Bàsquet                    | 34 | 21 | 13 | 2602 | 2442 | 55   | Playoffs de ascenso a la ACB       |
| 5   | Club Melilla Baloncesto            | 34 | 20 | 14 | 2730 | 2677 | 54   | Playoffs de ascenso a la ACB       |
| 6   | Lleida Basquetbol                  | 34 | 20 | 14 | 2518 | 2510 | 54   | Playoffs de ascenso a la ACB       |
| 7   | CB Breogán                         | 34 | 19 | 15 | 2658 | 2577 | 53   | Playoffs de ascenso a la ACB       |
| 8   | UB La Palma, la Isla Bonita        | 34 | 19 | 15 | 2558 | 2546 | 53   | Playoffs de ascenso a la ACB       |
| 9   | Cáceres Patrimonio de la Humanidad | 34 | 18 | 16 | 2719 | 2679 | 52   | Playoffs de ascenso a la ACB       |
| 10  | Knet & Éniac                       | 34 | 18 | 16 | 2708 | 2709 | 52   |                                    |
| 11  | Palencia Baloncesto                | 34 | 18 | 16 | 2705 | 2651 | 52   |                                    |
| 12  | Girona FC                          | 34 | 16 | 18 | 2549 | 2620 | 50   |                                    |
| 13  | Logitravel Mallorca Bàsquet        | 34 | 15 | 19 | 2768 | 2822 | 49   |                                    |
| 14  | Baloncesto León                    | 34 | 15 | 19 | 2671 | 2711 | 49   |                                    |
| 15  | Lobe Huesca                        | 34 | 13 | 21 | 2622 | 2663 | 47   |                                    |
| 16  | Tarragona Bàsquet 2017             | 34 | 11 | 23 | 2490 | 2662 | 45   | Playoff de descenso a la LEB Plata |
| 17  | Clínicas Rincón Benahavís          | 34 | 7  | 27 | 2124 | 2495 | 41   | Playoff de descenso a la LEB Plata |
| 18  | CB Granada                         | 34 | 7  | 27 | 2415 | 2714 | 41   | Descenso directo a la LEB Plata    |

(C) = Campeón de la Copa Príncipe de Asturias

### Posiciones jornada a jornada
| Equipo\Jornada                     | 01 | 02 | 03 | 04 | 05 | 06 | 07 | 08 | 09 | 10 | 11 | 12 | 13 | 14 | 15 | 16 | 17 | 18 | 19 | 20 | 21 | 22 | 23 | 24 | 25 | 26 | 27 | 28 | 29 | 30 | 31 | 32 | 33 | 34 |
| ---------------------------------- | -- | -- | -- | -- | -- | -- | -- | -- | -- | -- | -- | -- | -- | -- | -- | -- | -- | -- | -- | -- | -- | -- | -- | -- | -- | -- | -- | -- | -- | -- | -- | -- | -- | -- |
| Iberostar Canarias                 | 12 | 6  | 2  | 2  | 2  | 2  | 1  | 1  | 1  | 1  | 1  | 1  | 1  | 1  | 1  | 1  | 1  | 1  | 1  | 1  | 1  | 1  | 1  | 1  | 1  | 1  | 1  | 1  | 1  | 1  | 1  | 1  | 1  | 1  |
| Ford Burgos                        | 2  | 7  | 3  | 3  | 3  | 3  | 2  | 3  | 3  | 4  | 3  | 3  | 3  | 2  | 2  | 2  | 2  | 2  | 2  | 3  | 4  | 4  | 7  | 5  | 7  | 6  | 5  | 5  | 4  | 3  | 2  | 2  | 2  | 2  |
| Grupo Iruña Navarra                | 7  | 12 | 14 | 17 | 12 | 13 | 13 | 16 | 15 | 12 | 10 | 10 | 7  | 5  | 7  | 7  | 6  | 7  | 4  | 7  | 7  | 7  | 6  | 4  | 6  | 5  | 6  | 6  | 6  | 6  | 6  | 4  | 5  | 3  |
| Menorca Bàsquet                    | 10 | 5  | 12 | 6  | 9  | 6  | 8  | 8  | 6  | 5  | 7  | 4  | 4  | 4  | 4  | 3  | 4  | 4  | 5  | 2  | 2  | 2  | 3  | 2  | 2  | 2  | 2  | 3  | 2  | 2  | 3  | 5  | 3  | 4  |
| Club Melilla Baloncesto            | 4  | 8  | 5  | 11 | 8  | 5  | 5  | 7  | 5  | 8  | 5  | 7  | 5  | 7  | 6  | 5  | 5  | 5  | 6  | 5  | 5  | 6  | 5  | 6  | 4  | 7  | 7  | 7  | 7  | 7  | 7  | 7  | 7  | 5  |
| Lleida Basquetbol                  | 6  | 3  | 1  | 1  | 1  | 1  | 4  | 2  | 2  | 2  | 2  | 2  | 2  | 3  | 3  | 6  | 7  | 6  | 7  | 6  | 6  | 5  | 4  | 7  | 5  | 4  | 4  | 4  | 5  | 5  | 5  | 3  | 4  | 6  |
| CB Breogán                         | 9  | 14 | 11 | 12 | 6  | 9  | 6  | 5  | 7  | 6  | 6  | 8  | 9  | 12 | 9  | 8  | 9  | 11 | 15 | 15 | 14 | 14 | 13 | 13 | 13 | 11 | 10 | 8  | 8  | 8  | 8  | 8  | 8  | 7  |
| UB La Palma, la Isla Bonita        | 8  | 4  | 10 | 4  | 4  | 4  | 3  | 4  | 4  | 3  | 4  | 5  | 8  | 6  | 5  | 4  | 3  | 3  | 3  | 4  | 3  | 3  | 2  | 3  | 3  | 3  | 3  | 2  | 3  | 4  | 4  | 6  | 6  | 8  |
| Cáceres Patrimonio de la Humanidad | 16 | 10 | 9  | 9  | 13 | 16 | 16 | 14 | 13 | 16 | 13 | 12 | 13 | 11 | 12 | 10 | 12 | 8  | 9  | 12 | 10 | 12 | 11 | 12 | 12 | 12 | 11 | 12 | 11 | 12 | 10 | 10 | 10 | 9  |
| Knet & Éniac                       | 1  | 1  | 4  | 7  | 11 | 12 | 10 | 10 | 14 | 17 | 17 | 14 | 14 | 15 | 16 | 15 | 14 | 15 | 14 | 11 | 13 | 11 | 12 | 11 | 9  | 9  | 8  | 9  | 9  | 9  | 9  | 9  | 9  | 10 |
| Palencia Baloncesto                | 15 | 13 | 15 | 10 | 14 | 8  | 7  | 6  | 8  | 7  | 8  | 6  | 6  | 8  | 10 | 11 | 10 | 13 | 13 | 10 | 11 | 10 | 10 | 10 | 11 | 8  | 12 | 10 | 10 | 10 | 11 | 11 | 11 | 11 |
| Girona FC                          | 3  | 2  | 7  | 8  | 5  | 7  | 11 | 12 | 11 | 13 | 11 | 13 | 11 | 9  | 8  | 9  | 8  | 9  | 8  | 8  | 8  | 8  | 8  | 8  | 8  | 10 | 9  | 11 | 12 | 11 | 12 | 12 | 12 | 12 |
| Logitravel Mallorca Básquet        | 14 | 9  | 8  | 13 | 15 | 17 | 17 | 15 | 12 | 15 | 12 | 11 | 12 | 10 | 11 | 13 | 11 | 10 | 10 | 13 | 12 | 13 | 14 | 14 | 14 | 14 | 13 | 13 | 13 | 14 | 13 | 14 | 14 | 13 |
| Baloncesto León                    | 18 | 17 | 17 | 15 | 10 | 11 | 9  | 9  | 9  | 9  | 9  | 9  | 10 | 13 | 13 | 12 | 13 | 12 | 11 | 9  | 9  | 9  | 9  | 9  | 10 | 13 | 14 | 14 | 14 | 13 | 14 | 13 | 13 | 14 |
| Lobe Huesca                        | 13 | 16 | 16 | 16 | 17 | 15 | 15 | 17 | 16 | 11 | 14 | 17 | 15 | 16 | 14 | 14 | 15 | 14 | 12 | 14 | 16 | 16 | 16 | 16 | 16 | 16 | 16 | 16 | 16 | 16 | 16 | 15 | 15 | 15 |
| Tarragona Bàsquet 2017             | 11 | 15 | 13 | 14 | 16 | 14 | 14 | 13 | 17 | 14 | 16 | 15 | 16 | 14 | 15 | 16 | 16 | 16 | 16 | 16 | 15 | 15 | 15 | 15 | 15 | 15 | 15 | 15 | 15 | 15 | 15 | 16 | 16 | 16 |
| Clínicas Rincón Benahavís          | 17 | 18 | 18 | 18 | 18 | 18 | 18 | 18 | 18 | 18 | 18 | 18 | 18 | 18 | 18 | 18 | 18 | 18 | 18 | 18 | 18 | 18 | 18 | 18 | 18 | 18 | 18 | 18 | 18 | 18 | 18 | 18 | 18 | 17 |
| CB Granada                         | 5  | 11 | 6  | 5  | 7  | 10 | 12 | 11 | 10 | 10 | 15 | 16 | 17 | 17 | 17 | 17 | 17 | 17 | 17 | 17 | 17 | 17 | 17 | 17 | 17 | 17 | 17 | 17 | 17 | 17 | 17 | 17 | 17 | 18 |

### Resultados
|                                    | León   | Cáceres | Breogán | Granada | Clínicas | Melilla | Burgos | Girona | Navarra | Canarias | Knet   | Lleida | Huesca | Mallorca | Menorca | Palencia | Tarrag | LaPalma |
| Baloncesto León                    |        | 95–90   | 70–76   | 77–59   | 65–76    | 91–70   | 75–71  | 82–88  | 89–94   | 74–82    | 80–72  | 74–76  | 86–82  | 95–100   | 94–79   | 88–87    | 69–77  | 80–79   |
| Cáceres Patrimonio de la Humanidad | 83–78  |         | 78–64   | 78–75   | 74–81    | 85–72   | 68–77  | 93–75  | 75–84   | 80–97    | 85–86  | 88–86  | 71–64  | 102–82   | 80–72   | 93–76    | 71–59  | 90–78   |
| CB Breogán                         | 74–94  | 79–81   |         | 64–63   | 82–73    | 71–67   | 80–71  | 69–64  | 78–71   | 82–93    | 84–88  | 81–61  | 86–75  | 80–75    | 87–86   | 76–66    | 93–63  | 74–67   |
| CB Granada                         | 74–76  | 96–92   | 63–80   |         | 60–70    | 73–75   | 65–73  | 50–68  | 80–67   | 90–89    | 76–85  | 57–71  | 64–84  | 103–94   | 57–78   | 56–90    | 79–69  | 58–65   |
| Clínicas Rincón Benahavís          | 76–81  | 62–67   | 45–72   | 71–61   |          | 67–64   | 63–78  | 58–69  | 67–68   | 47–99    | 59–82  | 57–69  | 83–63  | 67–71    | 46–64   | 72–62    | 63–69  | 58–67   |
| Club Melilla Baloncesto            | 78–83  | 85–83   | 99–94   | 78–71   | 80–69    |         | 88–84  | 98–70  | 95–78   | 77–63    | 107–90 | 86–80  | 88–78  | 89–78    | 72–78   | 94–79    | 77–74  | 72–70   |
| Ford Burgos                        | 75–73  | 85–75   | 86–73   | 89–76   | 78–55    | 93–91   |        | 83–78  | 67–64   | 81–76    | 68–75  | 88–53  | 93–90  | 83–87    | 64–65   | 73–62    | 90–62  | 97–85   |
| Girona FC                          | 81–77  | 87–72   | 84–78   | 59–73   | 75–59    | 78–76   | 81–77  |        | 67–69   | 83–88    | 85–90  | 81–85  | 73–65  | 88–83    | 72–62   | 101–95   | 88–86  | 66–75   |
| Grupo Iruña Navarra                | 72–60  | 84–76   | 93–103  | 104–90  | 75–53    | 83–75   | 69–67  | 90–82  |         | 85–82    | 80–81  | 68–74  | 88–74  | 87–82    | 89–79   | 83–88    | 85–75  | 88–82   |
| Iberostar Canarias                 | 103–76 | 80–71   | 89–73   | 88–77   | 75–64    | 91–70   | 90–69  | 80–69  | 55–67   |          | 81–83  | 91–77  | 92–55  | 107–79   | 83–77   | 88–83    | 74–67  | 107–76  |
| Knet & Éniac                       | 93–73  | 76–94   | 79–86   | 86–67   | 78–66    | 80–76   | 76–90  | 77–67  | 65–79   | 86–104   |        | 76–74  | 98–101 | 76–80    | 67–78   | 96–82    | 81–68  | 58–70   |
| Lleida Basquetbol                  | 89–80  | 69–65   | 67–65   | 71–52   | 79–55    | 58–61   | 90–76  | 89–70  | 74–72   | 70–104   | 63–69  |        | 90–82  | 88–81    | 84–75   | 85–92    | 75–70  | 58–54   |
| Lobe Huesca                        | 68–81  | 71–66   | 84–80   | 112–56  | 86–54    | 76–84   | 67–91  | 74–61  | 70–74   | 92–89    | 71–76  | 67–71  |        | 75–78    | 68–65   | 91–82    | 84–77  | 71–49   |
| Logitravel Mallorca                | 78–70  | 83–88   | 80–75   | 75–81   | 79–63    | 86–88   | 85–71  | 73–81  | 80–77   | 85–92    | 91–79  | 67–72  | 87–83  |          | 100–91  | 86–96    | 81–67  | 74–76   |
| Menorca Bàsquet                    | 74–65  | 84–61   | 74–73   | 81–79   | 80–37    | 85–81   | 68–72  | 71–57  | 72–82   | 62–72    | 89–87  | 75–56  | 75–76  | 84–80    |         | 83–74    | 89–61  | 75–65   |
| Palencia Baloncesto                | 78–61  | 80–76   | 72–65   | 86–80   | 77–64    | 66–69   | 79–87  | 80–65  | 89–81   | 92–84    | 80–71  | 73–71  | 78–74  | 83–73    | 67–71   |          | 87–66  | 64–67   |
| Tarragona Bàsquet 2017             | 74–83  | 79–82   | 78–87   | 84–79   | 68–60    | 78–68   | 73–78  | 76–65  | 69–66   | 98–111   | 83–75  | 72–71  | 95–70  | 69–73    | 65–89   | 80–76    |        | 70–71   |
| UB La Palma, la Isla Bonita        | 82–76  | 78–85   | 78–74   | 85–76   | 79–64    | 93–80   | 82–65  | 67–71  | 81–73   | 79–94    | 72–70  | 86–72  | 82–79  | 96–82    | 69–72   | 81–84    | 72–69  |         |

## Eliminatorias de ascenso a la liga ACB
|  | Cuartos                      | Cuartos                            | Cuartos                      | Cuartos                      | Cuartos                      | Cuartos                      | Cuartos                      |    |                     | Semifinales                        | Semifinales                    | Semifinales                    | Semifinales                    | Semifinales                    | Semifinales                    | Semifinales                    |  |   | Final                        | Final                        | Final                        | Final                        | Final                        | Final                        | Final                        |  |
|  | Mayo, días 4, 6, 11, 13 y 15 | Mayo, días 4, 6, 11, 13 y 15       | Mayo, días 4, 6, 11, 13 y 15 | Mayo, días 4, 6, 11, 13 y 15 | Mayo, días 4, 6, 11, 13 y 15 | Mayo, días 4, 6, 11, 13 y 15 | Mayo, días 4, 6, 11, 13 y 15 |    |                     | Mayo, días 18, 20, 25, 27 y 29     | Mayo, días 18, 20, 25, 27 y 29 | Mayo, días 18, 20, 25, 27 y 29 | Mayo, días 18, 20, 25, 27 y 29 | Mayo, días 18, 20, 25, 27 y 29 | Mayo, días 18, 20, 25, 27 y 29 | Mayo, días 18, 20, 25, 27 y 29 |  |   | Junio, días 1, 3, 8, 10 y 12 | Junio, días 1, 3, 8, 10 y 12 | Junio, días 1, 3, 8, 10 y 12 | Junio, días 1, 3, 8, 10 y 12 | Junio, días 1, 3, 8, 10 y 12 | Junio, días 1, 3, 8, 10 y 12 | Junio, días 1, 3, 8, 10 y 12 |  |
|  |                              |                                    |                              |                              |                              |                              |                              |    |                     |                                    |                                |                                |                                |                                |                                |                                |  |   |                              |                              |                              |                              |                              |                              |                              |  |
|  |                              |                                    |                              |                              |                              |                              |                              |    |                     |                                    |                                |                                |                                |                                |                                |                                |  |   |                              |                              |                              |                              |                              |                              |                              |  |
|  | 2                            | Ford Burgos                        | 94                           | 68                           | 68                           | 77                           | 74                           |    |                     |                                    |                                |                                |                                |                                |                                |                                |  |   |                              |                              |                              |                              |                              |                              |                              |  |
|  | 2                            | Ford Burgos                        | 94                           | 68                           | 68                           | 77                           | 74                           |    |                     |                                    |                                |                                |                                |                                |                                |                                |  |   |                              |                              |                              |                              |                              |                              |                              |  |
|  | 9                            | Cáceres Patrimonio de la Humanidad | 71                           | 74                           | 66                           | 84                           | 77                           |    |                     |                                    |                                |                                |                                |                                |                                |                                |  |   |                              |                              |                              |                              |                              |                              |                              |  |
|  | 9                            | Cáceres Patrimonio de la Humanidad | 71                           | 74                           | 66                           | 84                           | 77                           |    | 9                   | Cáceres Patrimonio de la Humanidad | 79                             | 91                             | 85                             | 80                             | 81                             |                                |  |   |                              |                              |                              |                              |                              |                              |                              |  |
|  |                              |                                    |                              |                              |                              |                              |                              |    | 9                   | Cáceres Patrimonio de la Humanidad | 79                             | 91                             | 85                             | 80                             | 81                             |                                |  |   |                              |                              |                              |                              |                              |                              |                              |  |
|  |                              |                                    | 5                            | Club Melilla Baloncesto      | 63                           | 93                           | 83                           | 81 | 91                  |                                    |                                |                                |                                |                                |                                |                                |  |   |                              |                              |                              |                              |                              |                              |                              |  |
|  | 5                            | Club Melilla Baloncesto            | 5                            | Club Melilla Baloncesto      | 63                           | 93                           | 83                           | 81 | 91                  | 53                                 | 80                             | 61                             | 66                             | 71                             |                                |                                |  |   |                              |                              |                              |                              |                              |                              |                              |  |
|  | 5                            | Club Melilla Baloncesto            |                              |                              |                              |                              |                              |    |                     |                                    |                                | 61                             | 66                             | 71                             |                                |                                |  |   |                              |                              |                              |                              |                              |                              |                              |  |
|  | 6                            | Lleida Basquetbol                  | 71                           | 68                           | 64                           | 57                           | 69                           |    |                     |                                    |                                |                                |                                |                                |                                |                                |  |   |                              |                              |                              |                              |                              |                              |                              |  |
|  | 6                            | Lleida Basquetbol                  | 71                           | 68                           | 64                           | 57                           | 69                           |    |                     |                                    |                                |                                |                                |                                |                                |                                |  | 5 | Club Melilla Baloncesto      | 55                           | 77                           | 79                           | 63                           |                              |                              |  |
|  |                              |                                    |                              |                              |                              |                              |                              |    |                     |                                    |                                |                                |                                |                                |                                |                                |  | 5 | Club Melilla Baloncesto      | 55                           | 77                           | 79                           | 63                           |                              |                              |  |
|  |                              |                                    | 4                            | Menorca Bàsquet              | 79                           | 82                           | 74                           | 82 |                     |                                    |                                |                                |                                |                                |                                |                                |  |   |                              |                              |                              |                              |                              |                              |                              |  |
|  | 3                            | Grupo Iruña Navarra                | 4                            | Menorca Bàsquet              | 79                           | 82                           | 74                           | 82 | 73                  | 79                                 | 72                             | 78                             |                                |                                |                                |                                |  |   |                              |                              |                              |                              |                              |                              |                              |  |
|  | 3                            | Grupo Iruña Navarra                |                              |                              |                              |                              |                              |    |                     |                                    |                                | 78                             |                                |                                |                                |                                |  |   |                              |                              |                              |                              |                              |                              |                              |  |
|  | 8                            | UB La Palma, la Isla Bonita        | 85                           | 76                           | 60                           | 72                           |                              |    |                     |                                    |                                |                                |                                |                                |                                |                                |  |   |                              |                              |                              |                              |                              |                              |                              |  |
|  | 8                            | UB La Palma, la Isla Bonita        | 85                           | 76                           | 60                           | 72                           |                              | 3  | Grupo Iruña Navarra | 68                                 | 81                             | 55                             |                                |                                |                                |                                |  |   |                              |                              |                              |                              |                              |                              |                              |  |
|  |                              |                                    |                              |                              |                              |                              |                              | 3  | Grupo Iruña Navarra | 68                                 | 81                             | 55                             |                                |                                |                                |                                |  |   |                              |                              |                              |                              |                              |                              |                              |  |
|  |                              |                                    | 4                            | Menorca Bàsquet              | 75                           | 83                           | 65                           |    |                     |                                    |                                |                                |                                |                                |                                |                                |  |   |                              |                              |                              |                              |                              |                              |                              |  |
|  | 4                            | Menorca Bàsquet                    | 4                            | Menorca Bàsquet              | 75                           | 83                           | 65                           | 64 | 80                  | 70                                 | 93                             |                                |                                |                                |                                |                                |  |   |                              |                              |                              |                              |                              |                              |                              |  |
|  | 4                            | Menorca Bàsquet                    |                              |                              |                              |                              |                              |    |                     |                                    |                                |                                |                                |                                |                                |                                |  |   |                              |                              |                              |                              |                              |                              |                              |  |
|  | 7                            | CB Breogán                         | 69                           | 69                           | 67                           | 67                           |                              |    |                     |                                    |                                |                                |                                |                                |                                |                                |  |   |                              |                              |                              |                              |                              |                              |                              |  |
|  | 7                            | CB Breogán                         | 69                           | 69                           | 67                           | 67                           |                              |    |                     |                                    |                                |                                |                                |                                |                                |                                |  |   |                              |                              |                              |                              |                              |                              |                              |  |
|  |                              |                                    |                              |                              |                              |                              |                              |    |                     |                                    |                                |                                |                                |                                |                                |                                |  |   |                              |                              |                              |                              |                              |                              |                              |  |

### Menorca Bàsquet – Club Melilla Baloncesto
| 1 de junio de 2011 | Menorca Bàsquet                                             | 79–55                                | Melilla Baloncesto                                                     |                                                                           |  |
| 20:45 CEST         | Parciales: 26–15, 15–23, 26–5, 12–12                        | Parciales: 26–15, 15–23, 26–5, 12–12 | Parciales: 26–15, 15–23, 26–5, 12–12                                   |                                                                           |  |
|                    | Estadísticas Navarro 13 Arteaga 9 Jiménez 4 Val: Arteaga 14 | Stats Pts Reb Asts Otros             | Estadísticas Odiakosa 13 Odiakosa 8 cinco jugadores 1 Val: Odiakosa 12 | Pabellón: Pavelló Menorca, Mahón Árbitros: Oyón Cauqui, Serrano Velázquez |  |

| 3 de junio de 2011 | Menorca Bàsquet                                                  | 82–77                                 | Melilla Baloncesto                                             |                                                                              |  |
| 18:00 CEST         | Parciales: 23–17, 17–21, 19–26, 23–13                            | Parciales: 23–17, 17–21, 19–26, 23–13 | Parciales: 23–17, 17–21, 19–26, 23–13                          |                                                                              |  |
|                    | Estadísticas Jiménez 16 tres jugadores 5 Pérez 4 Val: Arteaga 19 | Stats Pts Reb Asts Otros              | Estadísticas Arco 22 Manzano 6 cuatro jugadores 4 Val: Arco 23 | Pabellón: Pavelló Menorca, Mahón Árbitros: Vázquez García, Fernández Sánchez |  |

| 7 de junio de 2011 | Club Melilla Baloncesto                                | 79–74                                 | Menorca Bàsquet                                                  |                                                                                          |  |
| 21:00 CEST         | Parciales: 26–12, 17–12, 13–19, 23–31                  | Parciales: 26–12, 17–12, 13–19, 23–31 | Parciales: 26–12, 17–12, 13–19, 23–31                            |                                                                                          |  |
|                    | Estadísticas Arco 36 Manzano 9 Suka-Umu 4 Val: Arco 39 | Stats Pts Reb Asts Otros              | Estadísticas Blanch 22 Coppenrath 9 Jiménez 3 Val: Coppenrath 17 | Pabellón: Pabellón Javier Imbroda, Melilla Árbitros: De Lucas de Lucas, Manuel Rodríguez |  |

| 9 de junio de 2011                                                                                 | Club Melilla Baloncesto                                          | 63–82                                 | Menorca Bàsquet                                                                              |                                                                                     |  |  |
| 18:00 CEST                                                                                         | Parciales: 17–17, 12–22, 16–25, 18–18                            | Parciales: 17–17, 12–22, 16–25, 18–18 | Parciales: 17–17, 12–22, 16–25, 18–18                                                        |                                                                                     |  |  |
| | Estadísticas Suka-Umu 18 Wachsmann 7 Suka-Umu 5 Val: Suka-Umu 29 | Stats Pts Reb Asts Otros              | Estadísticas Coppenrath 15 Coppenrath, Morentin 6 Pérez, Otegui 4 Val: Coppenrath, Otegui 20 | Pabellón: Pabellón Javier Imbroda, Melilla Árbitros: Morales Ruiz, Planells Caicedo |  |  |
| Menorca Bàsquet asciende a la ACB acompañando al campeón de la liga regular, el Iberostar Canarias |                                                                  |                                       |                                                                                              |                                                                                     |  |  |
| |                                                                  |                                       |                                                                                              |                                                                                     |  |  |

### (5) Club Melilla Baloncesto – Cáceres Patrimonio de la Humanidad (9)
| 18 de mayo de 2011 | Club Melilla Baloncesto                                             | 63–79                                | Cáceres Patrimonio de la Humanidad                                      |                                                                                      |  |
| 21:00 CEST         | Parciales: 22–15, 16–25, 6–23, 19–16                                | Parciales: 22–15, 16–25, 6–23, 19–16 | Parciales: 22–15, 16–25, 6–23, 19–16                                    |                                                                                      |  |
|                    | Estadísticas Suka-Umu 18 Wachsmann 8 Arco, Marco 4 Val: Suka-Umu 21 | Stats Pts Reb Asts Otros             | Estadísticas Williams 23 Williams 10 Cherry, Forcada 5 Val: Williams 30 | Pabellón: Pabellón Javier Imbroda Ortiz, Melilla Árbitros: Zafra Guerra, Oyón Cauqui |  |

| 20 de mayo de 2011 | Club Melilla Baloncesto                                  | 93–91                                 | Cáceres Patrimonio de la Humanidad                                               |                                                                                       |  |
| 19:00 CEST         | Parciales: 15–19, 19–15, 27–24, 32–33                    | Parciales: 15–19, 19–15, 27–24, 32–33 | Parciales: 15–19, 19–15, 27–24, 32–33                                            |                                                                                       |  |
|                    | Estadísticas Arco 24 Wachsmann 7 Suka-Umu 8 Val: Arco 30 | Stats Pts Reb Asts Otros              | Estadísticas Rodríguez 19 Forcada 5 Cherry, Forcada 7 Val: Rodríguez, Sánchez 17 | Pabellón: Pabellón Javier Imbroda Ortiz, Melilla Árbitros: Sánchez Ardid, Pazos Pazos |  |

| 25 de mayo de 2011 | Cáceres Patrimonio de la Humanidad                        | 85–83                                 | Club Melilla Baloncesto                                      |                                                                                             |  |
| 21:00 CEST         | Parciales: 23–25, 22–21, 21–14, 19–23                     | Parciales: 23–25, 22–21, 21–14, 19–23 | Parciales: 23–25, 22–21, 21–14, 19–23                        |                                                                                             |  |
|                    | Estadísticas Antelo 24 Antelo 15 Forcada 6 Val: Antelo 33 | Sats Pts Reb Asts Otros               | Estadísticas Suka-Umu 17 Odiakosa 8 Marco 4 Val: Suka-Umu 24 | Pabellón: Multiusos Ciudad de Cáceres, Cáceres Árbitros: Garmendia Zorita, Manuel Rodríguez |  |

| 27 de mayo de 2011 | Cáceres Patrimonio de la Humanidad                               | 80–81                                 | Club Melilla Baloncesto                                             |                                                                                               |  |
| 19:00 CEST         | Parciales: 16–26, 25–15, 19–13, 20–27                            | Parciales: 16–26, 25–15, 19–13, 20–27 | Parciales: 16–26, 25–15, 19–13, 20–27                               |                                                                                               |  |
|                    | Estadísticas Sánchez 26 Williams 11 Rodríguez 6 Val: Williams 24 | Pts Reb Asts Otros                    | Estadísticas Arco 17 Wachsmann 9 Suka-Umu 3 Val: Wachsmann, Arco 18 | Pabellón: Multiusos Ciudad de Cáceres, Cáceres Árbitros: De Lucas de Lucas, Fernández Sánchez |  |

| 29 de mayo de 2011 | Club Melilla Baloncesto                                       | 91–81                                 | Cáceres Patrimonio de la Humanidad                          |                                                                                         |  |
| 21:00 CEST         | Parciales: 19–21, 15–20, 30–17, 27–23                         | Parciales: 19–21, 15–20, 30–17, 27–23 | Parciales: 19–21, 15–20, 30–17, 27–23                       |                                                                                         |  |
|                    | Estadísticas Odiakosa 26 Odiakosa 11 Marco 5 Val: Odiakosa 34 | Stats Pts Reb Asts Otros              | Estadísticas Rodríguez 22 Antelo 9 Forcada 5 Val: Antelo 20 | Pabellón: Pabellón Javier Imbroda Ortiz, Melilla Árbitros: Morales Ruiz, Vázquez García |  |

### (3) Grupo Iruña Navarra – Menorca Bàsquet (4)
| 18 de mayo de 2011 | Grupo Iruña Navarra                                                | 68–75                                 | Menorca Bàsquet                                                    |                                                                                       |  |
| 20:30 CEST         | Parciales: 14–18, 13–22, 21–15, 20–20                              | Parciales: 14–18, 13–22, 21–15, 20–20 | Parciales: 14–18, 13–22, 21–15, 20–20                              |                                                                                       |  |
|                    | Estadísticas Starosta 17 Starosta 10 Uriz 5 Val: Starosta, Uriz 19 | Stats Pts Reb Asts Otros              | Estadísticas Arteaga 14 Arteaga 9 tres jugadores 4 Val: Arteaga 15 | Pabellón: Polideportivo Anaitasuna, Pamplona Árbitros: Vázquez García, Martínez Prada |  |

| 20 de mayo de 2011 | Grupo Iruña Navarra                                                 | 81–83                                | Menorca Bàsquet                                            |                                                                                             |  |
| 19:00 CEST         | Parciales: 21–17, 9–18, 12–11, 21–17                                | Parciales: 21–17, 9–18, 12–11, 21–17 | Parciales: 21–17, 9–18, 12–11, 21–17                       |                                                                                             |  |
|                    | Estadísticas Narros 20 Starosta 11 Rakočević, Sanz 3 Val: García 12 | Stats Pts Reb Asts Otros             | Estadísticas Blanch 24 Arteaga 16 Jiménez 7 Val: Blanch 34 | Pabellón: Polideportivo Anaitasuna, Pamplona Árbitros: Uruñuela Uruñuela, Serrano Velázquez |  |

| 24 de mayo de 2011 | Menorca Bàsquet                                                  | 65–55                                 | Grupo Iruña Navarra                                              |                                                                           |  |
| 21:00 CEST         | Parciales: 16–10, 20–12, 16–12, 13–21                            | Parciales: 16–10, 20–12, 16–12, 13–21 | Parciales: 16–10, 20–12, 16–12, 13–21                            |                                                                           |  |
|                    | Estadísticas Bas 12 Arteaga 9 Jiménez 8 Val: Jiménez, Navarro 13 | Stats Pts Reb Asts Otros              | Estadísticas Uriz 14 Starosta 10 cuatro jugadores 1 Val: Uriz 24 | Pabellón: Pavelló Menorca, Mahón Árbitros: Morales Ruiz, Planells Caicedo |  |

### Cuartos de final
Los cuartos de final se disputarán los días  4, 6 y 11 de mayo, además de los días 13 y 15 del mismo mes si fuera necesario.

#### (2) Ford Burgos – Cáceres Patrimonio de la Humanidad (9)
| 4 de mayo de 2011 | Ford Burgos                                               | 94–71                                 | Cáceres Patrimonio de la Humanidad                    |                                                                                 |  |
| 21:00 CEST        | Parciales: 26–11, 24–19, 28–22, 16–19                     | Parciales: 26–11, 24–19, 28–22, 16–19 | Parciales: 26–11, 24–19, 28–22, 16–19                 |                                                                                 |  |
|                   | Estadísticas Toledo 17 Phillip 9 Aguilar 6 Val: Toledo 26 | Stats Pts Reb Asts Otros              | Estadísticas Olmos 15 Antelo 8 Robles 3 Val: Olmos 23 | Pabellón: Polideportivo El Plantío, Burgos Árbitros: Vázquez García, Mas Cagide |  |

| 6 de mayo de 2011 | Ford Burgos                                                        | 68–74                                 | Cáceres Patrimonio de la Humanidad                             |                                                                                       |  |
| 19:00 CEST        | Parciales: 23–18, 15–20, 18–17, 12–19                              | Parciales: 23–18, 15–20, 18–17, 12–19 | Parciales: 23–18, 15–20, 18–17, 12–19                          |                                                                                       |  |
|                   | Estadísticas Huertas 20 tres jugadores 6 Aguilar 5 Val: Huertas 26 | Stats Pts Reb Asts Otros              | Estadísticas Sánchez 22 Williams 7 Rodríguez 4 Val: Sánchez 25 | Pabellón: Polideportivo El Plantío, Burgos Árbitros: Martínez Prada, Manuel Rodríguez |  |

| 11 de mayo de 2011 | Cáceres Patrimonio de la Humanidad                            | 66–68                                 | Ford Burgos                                                        |                                                                                     |  |
| 21:00 CEST         | Parciales: 19–19, 15–14, 21–19, 16–21                         | Parciales: 19–19, 15–14, 21–19, 16–21 | Parciales: 19–19, 15–14, 21–19, 16–21                              |                                                                                     |  |
|                    | Estadísticas Sánchez 23 Antelo 12 Rodríguez 4 Val: Sánchez 26 | Stats Pts Reb Asts Otros              | Estadísticas Castro 19 Ortega 11 Aguilar 6 Val: Castro, Aguilar 17 | Pabellón: Multiusos Ciudad de Cáceres, Cáceres Árbitros: Morales Ruiz, Muñoz García |  |

| 13 de mayo de 2011 | Cáceres Patrimonio de la Humanidad                                      | 84–77                                 | Ford Burgos                                            |                                                                                             |  |
| 21:00 CEST         | Parciales: 26–16, 17–15, 16–13, 25–33                                   | Parciales: 26–16, 17–15, 16–13, 25–33 | Parciales: 26–16, 17–15, 16–13, 25–33                  |                                                                                             |  |
|                    | Estadísticas Rodríguez 20 Olmos, Williams 9 Forcada 5 Val: Rodríguez 23 | Stats Pts Reb Asts Otros              | Estadísticas Kedžo 18 Tillman 6 Castro 5 Val: Kedžo 21 | Pabellón: Multiusos Ciudad de Cáceres, Cáceres Árbitros: Terreros San Miguel, Pérez Bermejo |  |

| 15 de mayo de 2011 | Ford Burgos                                                         | 74–77                                | Cáceres Patrimonio de la Humanidad                                     |                                                                                     |  |
| 21:00 CEST         | Parciales: 21–23, 19–19, 25–21, 9–14                                | Parciales: 21–23, 19–19, 25–21, 9–14 | Parciales: 21–23, 19–19, 25–21, 9–14                                   |                                                                                     |  |
|                    | Estadísticas Tillman 13 Tillman 9 Aguilar, Toledo 5 Val: Tillman 16 | Stats Pts Reb Asts Otros             | Estadísticas Sánchez 20 Antelo, Williams 10 Rodríguez 5 Val: Antelo 19 | Pabellón: Polideportivo El Plantío, Burgos Árbitros: Uruñuela Uruñuela, Pazos Pazos |  |

#### (3) Grupo Iruña Navarra – UB La Palma, la Isla Bonita (8)
| 4 de mayo de 2011 | Grupo Iruña Navarra                                           | 73–85                                 | UB La Palma, la Isla Bonita                                      |                                                                                        |  |
| 20:30 CEST        | Parciales: 20–21, 24–24, 12–28, 17–12                         | Parciales: 20–21, 24–24, 12–28, 17–12 | Parciales: 20–21, 24–24, 12–28, 17–12                            |                                                                                        |  |
|                   | Estadísticas Narros 16 Starosta 6 Langford 5 Val: Starosta 17 | Stats Pts Reb Asts Otros              | Estadísticas Arrocha 15 López, Peña 6 Díaz 7 Val: López, Peña 18 | Pabellón: Polideportivo Anaitasuna, Pamplona Árbitros: Planells Caicedo, López Córdoba |  |

| 6 de mayo de 2011 | Grupo Iruña Navarra                               | 79–76                                 | UB La Palma, la Isla Bonita                                                |                                                                                               |  |
| 12:00 CEST        | Parciales: 15–17, 23–28, 24–18, 17–13             | Parciales: 15–17, 23–28, 24–18, 17–13 | Parciales: 15–17, 23–28, 24–18, 17–13                                      |                                                                                               |  |
|                   | Estadísticas Narros 16 Uriz 5 Uriz 4 Val: Uriz 23 | Pts Reb Asts Otros                    | Estadísticas Díaz, Martínez 16 Schaftenaar 6 Díaz 3 Val: Díaz, Martínez 19 | Pabellón: Polideportivo Anaitasuna, Pamplona Árbitros: Morales G.ª Alcaide, Fernández Sánchez |  |

| 11 de mayo de 2011 | UB La Palma, la Isla Bonita                          | 60–72                                 | Grupo Iruña Navarra                                                       | |  |
| 21:00 WEST         | Parciales: 13–15, 14–13, 19–18, 14–26                | Parciales: 13–15, 14–13, 19–18, 14–26 | Parciales: 13–15, 14–13, 19–18, 14–26                                     | |  |
|                    | Estadísticas Sikma 20 Sikma 11 López 4 Val: Sikma 33 | Stats Pts Reb Asts Otros              | Estadísticas García 14 Starosta 6 tres jugadores 2 Val: tres jugadores 15 | Pabellón: Multiusos Roberto Rodríguez Estrello, Santa Cruz de La Palma Árbitros: Planells Caicedo, López Córdoba |  |

| 13 de mayo de 2011 | UB La Palma, la Isla Bonita                                            | 72–78                                 | Grupo Iruña Navarra                                             | |  |
| 12:00 WEST         | Parciales: 14–20, 12–20, 16–10, 25–17                                  | Parciales: 14–20, 12–20, 16–10, 25–17 | Parciales: 14–20, 12–20, 16–10, 25–17                           | |  |
|                    | Estadísticas Martínez 19 Schaftenaar 11 Santana 10 Val: Schaftenaar 25 | Stats Pts Reb Asts Otros              | Estadísticas Starosta 20 Starosta 6 Sanz, Narros 3 Val: Sanz 17 | Pabellón: Multiusos Roberto Rodríguez Estrello, Santa Cruz de La Palma Árbitros: Pla Giménez, Palomo Cañas |  |

#### (4) Menorca Bàsquet – CB Breogán (7)
| 4 de mayo de 2011 | Menorca Bàsquet                                       | 64–69                                 | CB Breogán                                             |                                                                          |  |
| 21:00 CEST        | Parciales: 17–16, 20–15, 12–20, 15–18                 | Parciales: 17–16, 20–15, 12–20, 15–18 | Parciales: 17–16, 20–15, 12–20, 15–18                  |                                                                          |  |
|                   | Estadísticas Bas 19 Arteaga 9 Pérez 4 Val: Arteaga 20 | Stats Pts Reb Asts Otros              | Estadísticas Feldeine 15 Brooks 10 Cobos 5 Val: Dia 14 | Pabellón: Pavelló Menorca, Mahón Árbitros: Sánchez Ardid, Rupérez Vielba |  |

| 6 de mayo de 2011 | Menorca Bàsquet                                                                | 80–69                                 | CB Breogán                                          |                                                                     |  |
| 19:00 CEST        | Parciales: 27–12, 12–22, 20–20, 21–15                                          | Parciales: 27–12, 12–22, 20–20, 21–15 | Parciales: 27–12, 12–22, 20–20, 21–15               |                                                                     |  |
|                   | Estadísticas Coppenrath 19 Coppenrath 11 Jiménez, Navarro 4 Val: Coppenrath 23 | Stats Pts Reb Asts Otros              | Estadísticas Ogirri 19 Dia 8 Cobos 3 Val: Ogirri 14 | Pabellón: Pavelló Menorca, Mahón Árbitros: Pla Giménez, Aliaga Solé |  |

| 11 de mayo de 2011 | CB Breogán                                                          | 67–70                                 | Menorca Bàsquet                                       |                                                                                |  |
| 20:45 CEST         | Parciales: 20–14, 14–11, 11–25, 22–20                               | Parciales: 20–14, 14–11, 11–25, 22–20 | Parciales: 20–14, 14–11, 11–25, 22–20                 |                                                                                |  |
|                    | Estadísticas Feldeine 19 Brooks 10 Brooks, Sánchez 2 Val: Brooks 22 | Stats Pts Reb Asts Otros              | Estadísticas Pérez 15 Arteaga 9 Pérez 4 Val: Pérez 19 | Pabellón: Pazo dos Deportes, Lugo Árbitros: Carpallo Miguélez, González Cuervo |  |

| 13 de mayo de 2011 | CB Breogán                                                    | 67–93                                 | Menorca Bàsquet                                                      |                                                                       |  |
| 18:00 CEST         | Parciales: 16–23, 14–18, 18–25, 19–27                         | Parciales: 16–23, 14–18, 18–25, 19–27 | Parciales: 16–23, 14–18, 18–25, 19–27                                |                                                                       |  |
|                    | Estadísticas Feldeine 21 Feldeine 7 Ogirri 3 Val: Feldeine 21 | Stats Pts Reb Asts Otros              | Estadísticas Blanch 13 Coppenrath 6 tres jugadores 4 Val: Navarro 16 | Pabellón: Pazo dos Deportes, Lugo Árbitros: Morales Ruiz, Oyón Cauqui |  |

#### (5) Club Melilla Baloncesto – Lleida Basquetbol (6)
| 4 de mayo de 2011 | Club Melilla Baloncesto                                               | 53–71                                | Lleida Basquetbol                                               |                                                                                    |  |
| 21:00 CEST        | Parciales: 7–14, 17–22, 15–16, 14–19                                  | Parciales: 7–14, 17–22, 15–16, 14–19 | Parciales: 7–14, 17–22, 15–16, 14–19                            |                                                                                    |  |
|                   | Estadísticas Manzano 10 Wachsmann 9 Cinco jugadores 5 Val: Manzano 12 | Stats Pts Reb Asts Otros             | Estadísticas Feliu 20 Kale 10 Vázquez, Alzamora 2 Val: Feliu 23 | Pabellón: Pabellón Javier Imbroda Ortiz, Melilla Árbitros: De Lucas, Jerez Vázquez |  |

| 6 de mayo de 2011 | Club Melilla Baloncesto                                        | 80–68                                 | Lleida Basquetbol                                                       |                                                                                        |  |
| 19:00 CEST        | Parciales: 24–13, 11–14, 22–19, 23–22                          | Parciales: 24–13, 11–14, 22–19, 23–22 | Parciales: 24–13, 11–14, 22–19, 23–22                                   |                                                                                        |  |
|                   | Estadísticas Arco 22 Odiakosa, Wachsmann 8 Arco 7 Val: Arco 29 | Stats Pts Reb Asts Otros              | Estadísticas Ramsdell 21 tres jugadores 6 D'Agostino 3 Val: Ramsdell 18 | Pabellón: Pabellón Javier Imbroda Ortiz, Melilla Árbitros: Morales Ruiz, López Herrada |  |

| 11 de mayo de 2011 | Lleida Basquetbol                                          | 64–61                                 | Club Melilla Baloncesto                                                    |                                                                           |  |
| 21:00 CEST         | Parciales: 15–14, 12–10, 14–22, 23–15                      | Parciales: 15–14, 12–10, 14–22, 23–15 | Parciales: 15–14, 12–10, 14–22, 23–15                                      |                                                                           |  |
|                    | Estadísticas Feliu 18 Feliu, Kale 8 Simeón 4 Val: Feliu 21 | Stats Pts Reb Asts Otros              | Estadísticas McKeither 16 McKeither 10 Riera, Suka-Umu 3 Val: McKeither 21 | Pabellón: Pavelló Barris Nord, Lérida Árbitros: Zafra Guerra, Pazos Pazos |  |

| 13 de mayo de 2011 | Lleida Basquetbol                                            | 57–66                                | Club Melilla Baloncesto                                                     |                                                                                   |  |
| 12:30 CEST         | Parciales: 15–19, 22–16, 12–15, 8–16                         | Parciales: 15–19, 22–16, 12–15, 8–16 | Parciales: 15–19, 22–16, 12–15, 8–16                                        |                                                                                   |  |
|                    | Estadísticas Ramsdell 15 Alzamora 9 Rubio 4 Val: Alzamora 16 | Stats Pts Reb Asts Otros             | Estadísticas Arco, Odiakosa 15 Odiakosa 9 tres jugadores 3 Val: Odiakosa 20 | Pabellón: Pavelló Barris Nord, Lérida Árbitros: Uruñuela Uruñuela, Díaz Hernández |  |

| 15 de mayo de 2011 | Club Melilla Baloncesto                                  | 71–69                                 | Lleida Basquetbol                                         |                                                                                                |  |
| 21:00 CEST         | Parciales: 22–18, 13–23, 12–10, 24–18                    | Parciales: 22–18, 13–23, 12–10, 24–18 | Parciales: 22–18, 13–23, 12–10, 24–18                     |                                                                                                |  |
|                    | Estadísticas Manzano 17 Manzano 9 Arco 6 Val: Manzano 20 | Stats Pts Reb Asts Otros              | Estadísticas Detrick 19 Detrick 7 Feliu 3 Val: Detrick 16 | Pabellón: Pabellón Javier Imbroda Ortiz, Melilla Árbitros: Garmendia Zorita, Serrano Velázquez |  |

## Eliminatoria por evitar el descenso a la LEB Plata
|  | Mayo, días 4, 6, 11, 13 y 15 |                           |    |    |    |  |
|  |                              |                           |    |    |    |  |
|  | 16                           | Tarragona Bàsquet 2017    | 82 | 90 | 77 |  |
|  | 16                           | Tarragona Bàsquet 2017    | 82 | 90 | 77 |  |
|  | 17                           | Clínicas Rincón Benahavís | 69 | 72 | 68 |  |
|  | 17                           | Clínicas Rincón Benahavís | 69 | 72 | 68 |  |

### La serie
| 4 de mayo de 2011 | Tarragona Bàsquet 2017                                      | 82–69                                 | Clínicas Rincón Benahavís                                 |                                                                                           |  |
| 19:00 CEST        | Parciales: 22–22, 19–18, 17–16, 24–13                       | Parciales: 22–22, 19–18, 17–16, 24–13 | Parciales: 22–22, 19–18, 17–16, 24–13                     |                                                                                           |  |
|                   | Estadísticas Mitchell 17 Šeļakovs 7 Alba 5 Val: Mitchell 19 | Stats Pts Reb Asts Otros              | Estadísticas Conde 14 Kuzmić 7 Pozas Díaz 4 Val: Conde 18 | Pabellón: Pavelló Municipal El Serrallo, Tarragona Árbitros: Zafra Guerra, Martínez Prada |  |

| 6 de mayo de 2011 | Tarragona Bàsquet 2017                                    | 90–72                                 | Clínicas Rincón Benahavís                                    |                                                                                            |  |
| 21:00 CEST        | Parciales: 23-19, 26-18, 19-17, 22-18                     | Parciales: 23-19, 26-18, 19-17, 22-18 | Parciales: 23-19, 26-18, 19-17, 22-18                        |                                                                                            |  |
|                   | Estadísticas Fornas 14 Šeļakovs 8 Fornas 3 Val: Fornas 23 | Stats Pts Reb Asts Otros              | Estadísticas Kuzmić 19 Kuzmić 8 Díaz, Soluade Val: Kuzmić 29 | Pabellón: Pavelló Municipal El Serrallo, Tarragona Árbitros: Garmendia Zorita, García León |  |

| 11 de mayo de 2011 | Clínicas Rincón Benahavís                                                      | 68–77                                 | Tarragona Bàsquet 2017                                          |                                                                            |  |
| 21:00 CEST         | Parciales: 19-16, 21-22, 13-14, 15-25                                          | Parciales: 19-16, 21-22, 13-14, 15-25 | Parciales: 19-16, 21-22, 13-14, 15-25                           |                                                                            |  |
|                    | Estadísticas Todorovic 15 Todorovic, Kuzmić 6 Todorovic, Conde 2 Val: Conde 18 | Stats Pts Reb Asts Otros              | Estadísticas Mitchell 19 Šeļakovs 7 Mitchell 3 Val: Mitchell 23 | Pabellón: Pabellón Municipal, Benahavís Árbitros: De Lucas, Díaz Hernández |  |

## Líderes individuales de la temporada regular
Actualizado el 28 de abril de 2012 tras la disputa de las 34 jornadas de la liga regular

### Puntos

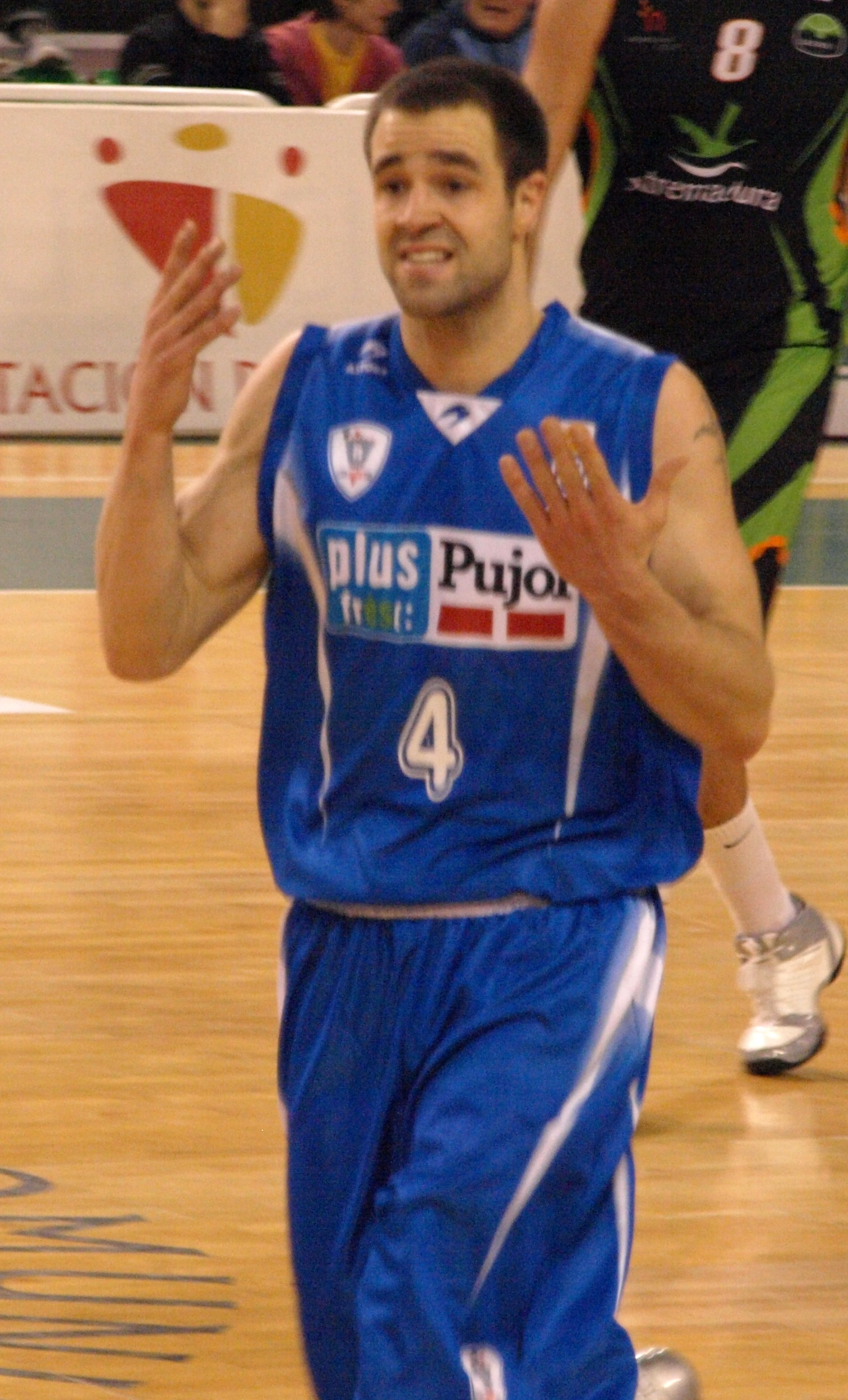
Troy DeVries, del Melilla Baloncesto, que finalizó la temporada jugando para el Unicaja Málaga de la liga ACB, acabó siendo el máximo anotador de la liga regular.

| Rk | Nombre         | Equipo                  | Partidos | Puntos | PPP  |
| -- | -------------- | ----------------------- | -------- | ------ | ---- |
| 1  | Troy DeVries   | Club Melilla Baloncesto | 27       | 517    | 19.1 |
| 2  | Matt Witt      | Knet & Éniac            | 33       | 602    | 18.2 |
| 3  | James Feldeine | CB Breogán              | 34       | 609    | 17.9 |
| 4  | Manny Quezada  | Baloncesto León         | 33       | 545    | 16.5 |
| 5  | Alex Franklin  | Lobe Huesca             | 19       | 308    | 16.2 |

### Rebotes
| Rk | Nombre          | Equipo                    | Partidos | Rebotes | RPP  |
| -- | --------------- | ------------------------- | -------- | ------- | ---- |
| 1  | Olaseni Lawal   | Knet & Éniac              | 34       | 361     | 10.6 |
| 2  | Michel Diouf    | Palencia Baloncesto       | 19       | 168     | 8.8  |
| 3  | Jakim Donaldson | Iberostar Canarias        | 34       | 298     | 8.7  |
| 4  | Ognjen Kuzmić   | Clínicas Rincón Benahavís | 34       | 291     | 8.5  |
| 5  | Ondřej Starosta | Grupo Iruña Navarra       | 34       | 285     | 8.3  |

### Asistencias
| Rk | Nombre        | Equipo                      | Partidos | Asistencias | APP |
| -- | ------------- | --------------------------- | -------- | ----------- | --- |
| 1  | Carles Bivià  | Logitravel Mallorca Bàsquet | 34       | 174         | 5.1 |
| 2  | Matt Witt     | Knet & Éniac                | 33       | 150         | 4.5 |
| 3  | Marcus Norris | Lleida Basquetbol           | 24       | 103         | 4.2 |
| 4  | Dani López    | Ford Burgos                 | 30       | 121         | 4.0 |
| 5  | Dani Pérez    | Menorca Bàsquet             | 34       | 128         | 3.7 |

### Valoración
| Rk | Nombre            | Equipo                             | Partidos | Valoración | VPP  |
| -- | ----------------- | ---------------------------------- | -------- | ---------- | ---- |
| 1  | Jakim Donaldson   | Iberostar Canarias                 | 34       | 724        | 21.2 |
| 2  | Troy DeVries      | Club Melilla Baloncesto            | 27       | 495        | 18.3 |
| 3  | Olaseni Lawal     | Knet & Éniac                       | 34       | 623        | 18.3 |
| 4  | José Ángel Antelo | Cáceres Patrimonio de la Humanidad | 34       | 619        | 18.2 |
| 5  | Óliver Arteaga    | Menorca Bàsquet                    | 30       | 531        | 17.7 |

## MVP de la jornada

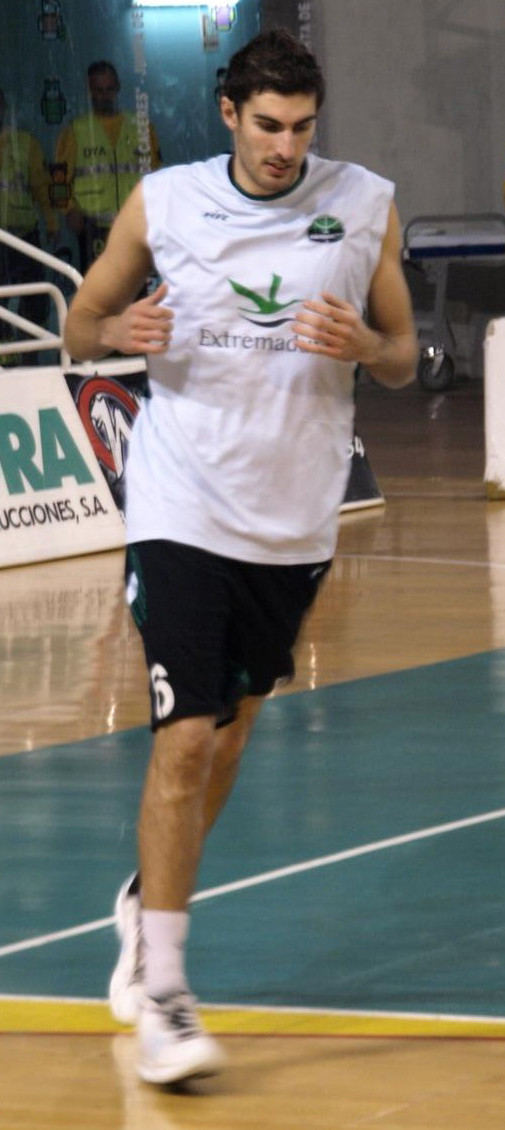
José Ángel Antelo del Cáceres Patrimonio de la Humanidad fue, con 4 designaciones, el jugador que más veces logró la distinción de MVP de la jornada

| 1  | James Feldeine        | CB Breogán                             | 32 |
| 2  | José Ángel Antelo     | Cáceres Patrimonio de la Humanidad     | 32 |
| 3  | Leon Williams         | Cáceres Patrimonio de la Humanidad (2) | 41 |
| 4  | Alejandro Abrines     | Clínicas Rincón Benahavís              | 35 |
| 5  | Ricardo Guillén       | Iberostar Canarias                     | 31 |
| 6  | Darren Phillip        | Ford Burgos                            | 36 |
| 7  | Manny Quezada         | Baloncesto León                        | 39 |
| 8  | Ricardo Guillén (2)   | Iberostar Canarias (2)                 | 42 |
| 9  | Jakim Donaldson       | Iberostar Canarias (3)                 | 46 |
| 10 | James Feldeine (2)    | CB Breogán (2)                         | 28 |
| 11 | Darren Phillip (2)    | Ford Burgos (2)                        | 32 |
| 12 | Kevin Langford        | Grupo Iruña Navarra                    | 36 |
| 13 | Juan Francisco Riera  | Club Melilla Baloncesto                | 37 |
| 14 | José Ángel Antelo (2) | Cáceres Patrimonio de la Humanidad (3) | 34 |
| 15 | Troy DeVries          | Club Melilla Baloncesto (2)            | 33 |
| 16 | Salva Arco            | Club Melilla Baloncesto (3)            | 34 |
| 17 | Jeff Xavier           | Palencia Baloncesto                    | 33 |
| 18 | Manu Coego            | CB Granada                             | 46 |
| 19 | Olaseni Lawal         | Knet & Éniac                           | 36 |
| 20 | Olaseni Lawal (2)     | Knet & Éniac (2)                       | 33 |
| 21 | Marcus Vinicius       | Ford Burgos (3)                        | 29 |
| 22 | Ross Schraeder        | Ford Burgos (4)                        | 30 |
| 23 | Óliver Arteaga        | Menorca Bàsquet                        | 35 |
| 24 | Alex Franklin         | Lobe Huesca                            | 34 |
| 25 | Carles Bivià          | Logitravel Básquet Mallorca            | 39 |
| 26 | José Ángel Antelo (3) | Cáceres Patrimonio de la Humanidad (4) | 30 |
| 27 | Carles Bivià (2)      | Logitravel Básquet Mallorca (2)        | 32 |
| 28 | Ridge McKeither       | Club Melilla Baloncesto (4)            | 31 |
| 28 | Darryl Middleton      | Girona FC                              | 31 |
| 29 | Salva Arco (2)        | Club Melilla Baloncesto (5)            | 34 |
| 30 | Gintaras Leonavičius  | Lobe Huesca (2)                        | 36 |
| 31 | Manu Coego (2)        | CB Granada (2)                         | 31 |
| 31 | Ondřej Starosta       | Grupo Iruña Navarra (2)                | 31 |
| 32 | Urko Otegui           | Menorca Bàsquet (2)                    | 33 |
| 33 | Ognjen Kuzmić         | Clínicas Rincón Benahavís (2)          | 38 |
| 34 | José Ángel Antelo (4) | Cáceres Patrimonio de la Humanidad (5) | 33 |

## Copa Príncipe
Después de la primera mitad de la liga, los dos primeros equipos en la clasificación juegan la Copa Príncipe en casa del primer clasificado. El campeón de esta copa jugará el play off como primer clasificado siempre y cuando termine clasificado entre el segundo y quinto puesto. La Copa Príncipe se disputará el 31 de enero de 2012.

### Equipos clasificados
| Equipo             | Posición | Fecha de clasificación  | Participación |
| ------------------ | -------- | ----------------------- | ------------- |
| Iberostar Canarias | 1        | 21 de diciembre de 2011 | Primera       |
| Ford Burgos        | 2        | 4 de enero de 2012      | Segunda       |

### Final
| 31 Ene 2012                                                     | Iberostar Canarias                                                                       | 93–85                                   | Ford Burgos | |  |  |
| 20:00 CET                                                       | Parciales: 27–20, 20–14, 19–24, 27–27                                                    | Parciales: 27–20, 20–14, 19–24, 27–27   | Parciales: 27–20, 20–14, 19–24, 27–27                                                                            | |  |  |
|                                                                 | Estadísticas Nacho Yáñez, 17 Jakim Donaldson, 8 Albert Sàbat, 5 Eff: Jakim Donaldson, 18 | Reporte Estadísticas Pts Reb Asts Otros | Estadísticas Darren Phillip, 27 Darren Phillip, 10 Juan Alberto Aguilar y Chus Castro, 5 Eff: Darren Phillip, 28 | Pabellón: Santiago Martín, La Laguna Asistencia: 4,000 espectadores Árbitros: Uruñuela Uruñuela, Fernández Sánchez, Oyón Cauqui Televisión: Teledeporte CyLTV 8 |  |  |
| Iberostar Canarias, campeón de la XXI Copa Príncipe de Asturias |                                                                                          |                                         | | |  |  |
|                                                                 |                                                                                          |                                         | | |  |  |